# Danil Krugovoj
Danil Vladislavovič Krugovoj (in russo Данил Владиславович Круговой?; trasl. angl. Danil Krugovoy; San Pietroburgo, 28 maggio 1998) è un calciatore russo, difensore del CSKA Mosca e della nazionale russa.

## Caratteristiche tecniche
È un terzino sinistro.

## Carriera

### Club
Cresciuto nel settore giovanile dello Zenit San Pietroburgo, ha esordito con la squadra riserve il 9 novembre 2016 disputando l'incontro di seconda divisione perso 1-0 contro il Tjumen'.
Il 18 giugno 2018 è stato acquistato a titolo definitivo dall'Ufa.

### Nazionale
Ha giocato in tutte le nazionali giovanili russe comprese tra l'Under-17 e l'Under-21.
Nel 2022 ha esordito nella nazionale maggiore russa.

## Statistiche

### Presenze e reti nei club
Statistiche aggiornate al 24 ottobre 2020.
| Stagione        | Squadra               | Campionato      | Campionato | Campionato | Coppe nazionali | Coppe nazionali | Coppe nazionali | Coppe continentali | Coppe continentali | Coppe continentali | Altre coppe | Altre coppe | Altre coppe | Totale | Totale | Totale |
| Stagione        | Squadra               | Comp            | Pres       | Reti       | Comp            | Pres            | Reti            | Comp               | Pres               | Reti               | Comp        | Pres        | Reti        | Pres   | Reti   |        |
| --------------- | --------------------- | --------------- | ---------- | ---------- | --------------- | --------------- | --------------- | ------------------ | ------------------ | ------------------ | ----------- | ----------- | ----------- | ------ | ------ | ------ |
| 2016-2017       | Zenit-2               | 1D              | 3          | 0          | -               | -               | -               | -                  | -                  | -                  | -           | -           | -           | 3      | 0      |        |
| 2017-2018       | Zenit-2               | 1D              | 23         | 1          | -               | -               | -               | -                  | -                  | -                  | -           | -           | -           | 23     | 1      |        |
| Totale Zenit-2  | Totale Zenit-2        | Totale Zenit-2  | 26         | 1          |                 | -               | -               |                    | -                  | -                  |             | -           | -           | 26     | 1      |        |
| 2018-2019       | Ufa-2                 | PPF Ligi        | 12         | 0          | -               | -               | -               | -                  | -                  | -                  | -           | -           | -           | 12     | 0      |        |
| 2018-2019       | Ufa                   | PL              | 9          | 0          | CR              | 0               | 0               | UEL                | 0                  | 0                  | -           | -           | -           | 9      | 0      |        |
| 2019-2020       | Ufa                   | PL              | 12         | 0          | CR              | 1               | 0               | -                  | -                  | -                  | -           | -           | -           | 13     | 0      |        |
| Totale Ufa      | Totale Ufa            | Totale Ufa      | 21         | 0          |                 | 1               | 0               |                    | 0                  | 0                  |             | -           | -           | 22     | 0      |        |
| 2020-2021       | Zenit San Pietroburgo | PL              | 10         | 0          | CR              | 0               | 0               | UCL                | 1                  | 0                  | SR          | 0           | 0           | 11     | 0      |        |
| Totale carriera | Totale carriera       | Totale carriera | 69         | 1          |                 | 1               | 0               |                    | 1                  | 0                  |             | 0           | 0           | 71     | 1      |        |

### Cronologia presenze e reti in nazionale
| Cronologia completa delle presenze e delle reti in nazionale ― Russia | Cronologia completa delle presenze e delle reti in nazionale ― Russia | Cronologia completa delle presenze e delle reti in nazionale ― Russia | Cronologia completa delle presenze e delle reti in nazionale ― Russia | Cronologia completa delle presenze e delle reti in nazionale ― Russia | Cronologia completa delle presenze e delle reti in nazionale ― Russia | Cronologia completa delle presenze e delle reti in nazionale ― Russia | Cronologia completa delle presenze e delle reti in nazionale ― Russia |
| Data                                                                  | Città                                                                 | In casa                                                               | Risultato                                                             | Ospiti                                                                | Competizione                                                          | Reti                                                                  | Note                                                                  |
| --------------------------------------------------------------------- | --------------------------------------------------------------------- | --------------------------------------------------------------------- | --------------------------------------------------------------------- | --------------------------------------------------------------------- | --------------------------------------------------------------------- | --------------------------------------------------------------------- | --------------------------------------------------------------------- |
| 24-9-2022                                                             | Biškek                                                                | Kirghizistan                                                          | 1 – 2                                                                 | Russia                                                                | Amichevole                                                            | -                                                                     | 46’                                                                   |
| 5-9-2024                                                              | Hanoi                                                                 | Vietnam                                                               | 0 – 3                                                                 | Russia                                                                | Amichevole                                                            | -                                                                     |                                                                       |
| 15-11-2024                                                            | Krasnodar                                                             | Russia                                                                | 11 – 0                                                                | Brunei                                                                | Amichevole                                                            | -                                                                     |                                                                       |
| 25-3-2025                                                             | Mosca                                                                 | Russia                                                                | 5 – 0                                                                 | Zambia                                                                | Amichevole                                                            | -                                                                     | 63’                                                                   |
| 6-6-2025                                                              | Mosca                                                                 | Russia                                                                | 1 – 1                                                                 | Nigeria                                                               | Amichevole                                                            | -                                                                     |                                                                       |
| Totale                                                                |                                                                       | Presenze                                                              | 5                                                                     |                                                                       | Reti                                                                  | 0                                                                     |                                                                       |

## Palmarès

### Club

#### Competizioni nazionali
- Campionato russo: 4

Zenit San Pietroburgo: 2020-2021, 2021-2022, 2022-2023, 2023-2024
- Supercoppa di Russia: 4

Zenit San Pietroburgo: 2021, 2022, 2023
CSKA Mosca: 2025
- Coppa di Russia: 2

Zenit San Pietroburgo: 2023-2024
CSKA Mosca: 2024-2025